# Мировой тур ATP Challenger 2013 (январь — июнь)
Мировой тур ATP Challenger 2013 (англ. 2013 ATP Challenger Tour) — серия соревнований профессиональных теннисистов, проводимых под эгидой Ассоциации теннисистов-профессионалов (АТР) в течение календарного года.
Статья содержит результаты первой половины года — с января по июнь.

## Расписание

### Январь
| Неделя     | Турнир                                                                              | Чемпионы (Счёт финала)                            | Финалист                          |
| ---------- | ----------------------------------------------------------------------------------- | ------------------------------------------------- | --------------------------------- |
| 31 декабря | Нумеа, Франция Регулярная серия $75,000+H — Хард — 32S/10Q/16D Турнир 2013          | Адриан Маннарино 6-4 6-3                          | Андрей Мартин                     |
| 31 декабря | Нумеа, Франция Регулярная серия $75,000+H — Хард — 32S/10Q/16D Турнир 2013          | Сэмюэль Грот Тосихидэ Мацуй 7-6(6) 1-6 [10-4]     | Артём Ситак Жозе Стейтем          |
| 31 декабря | Сан-Паулу, Бразилия Регулярная серия $125,000+H — Хард — 32S/32Q/16D Турнир 2013    | Орасио Себальос 7-6(5) 6-2                        | Рожерио Дутра да Сильва           |
| 31 декабря | Сан-Паулу, Бразилия Регулярная серия $125,000+H — Хард — 32S/32Q/16D Турнир 2013    | Джеймс Серретани Адиль Шамасдин 6-7(5) 6-1 [11-9] | Федерико Дельбонис Ренсо Оливо    |
| 21 января  | Букараманга, Колумбия Регулярная серия $35,000+H — Грунт — 32S/10Q/16D Турнир 2013  | Федерико Дельбонис 7-6(4) 6-3                     | Уэйн Одесник                      |
| 21 января  | Букараманга, Колумбия Регулярная серия $35,000+H — Грунт — 32S/10Q/16D Турнир 2013  | Марсело Демолинер Франко Шкугор 7-6(8) 6-2        | Серхио Гальдос Марко Трунджеллити |
| 21 января  | Мауи, США Регулярная серия $50,000 — Хард — 32S/10Q/16D Турнир 2013                 | Го Соэда 7-5 7-5                                  | Миша Зверев                       |
| 21 января  | Мауи, США Регулярная серия $50,000 — Хард — 32S/10Q/16D Турнир 2013                 | Ли Синьхань Пэн Сяньинь 6-7(8) 6-2 [10-5]         | Теннис Сангрен Райн Уильямс       |
| 21 января  | Хайльбронн, Германия Регулярная серия €85,000+H — Хард(i) — 32S/32Q/16D Турнир 2013 | Михаэль Беррер 7-5 6-3                            | Ян-Леннард Штруфф                 |
| 21 января  | Хайльбронн, Германия Регулярная серия €85,000+H — Хард(i) — 32S/32Q/16D Турнир 2013 | Йохан Брунстрём Равен Класен 6-3 0-6 [12-10]      | Джордан Керр Андреас Сильестрём   |
| 28 января  | Берни, Австралия Регулярная серия $50,000 — Хард — 32S/18Q/16D Турнир 2013          | Джон Миллман 6-2 4-6 6-0                          | Стефан Робер                      |
| 28 января  | Берни, Австралия Регулярная серия $50,000 — Хард — 32S/18Q/16D Турнир 2013          | Руан Рулофс Джон-Патрик Смит 6-2 6-2              | Брайдан Клейн Дэн Проподжа        |

### Февраль
| Неделя     | Турнир                                                                                  | Чемпионы (Счёт финала)                       | Финалист                        |
| ---------- | --------------------------------------------------------------------------------------- | -------------------------------------------- | ------------------------------- |
| 4 февраля  | Аделаида, Австралия Регулярная серия $50,000 — Хард — 32S/29Q/16D Турнир 2013           | Мэттью Бартон 6-2 6-3                        | Джеймс Уорд                     |
| 4 февраля  | Аделаида, Австралия Регулярная серия $50,000 — Хард — 32S/29Q/16D Турнир 2013           | Сэмюэль Грот Мэтт Рид 6-2 6-4                | Джеймс Дакворт Грэг Джонс       |
| 4 февраля  | Бергамо, Италия Регулярная серия €42,500+H — Хард — 32S/32Q/16D Турнир 2013             | Михал Пшисенжний 4-6 7-6(5) 7-6(5)           | Ян-Леннард Штруфф               |
| 4 февраля  | Бергамо, Италия Регулярная серия €42,500+H — Хард — 32S/32Q/16D Турнир 2013             | Кароль Бек Андрей Мартин 6-3 3-6 [10-8]      | Клаудио Грасси Амир Вайнтрауб   |
| 4 февраля  | Даллас, США Регулярная серия $100,000 — Хард(i) — 32S/28Q/16D Турнир 2013               | Райн Уильямс 7-5 6-3                         | Робби Джинепри                  |
| 4 февраля  | Даллас, США Регулярная серия $100,000 — Хард(i) — 32S/28Q/16D Турнир 2013               | Алекс Кузнецов Миша Зверев 6-4 6-7(4) [10-5] | Теннис Сандгрен Райн Уильямс    |
| 11 февраля | Кемпер, Франция Регулярная серия €42,500+H — Хард(i) — 32S/29Q/16D Турнир 2013          | Мариус Копил 7-6(9) 6-4                      | Марк Жикель                     |
| 11 февраля | Кемпер, Франция Регулярная серия €42,500+H — Хард(i) — 32S/29Q/16D Турнир 2013          | Йохан Брунстрём Равен Класен 3-6 6-2 [10-3]  | Джейми Дельгадо Кен Скупски     |
| 25 февраля | Салинас, Эквадор Регулярная серия $35,000+H — Грунт — 32S/10Q/16D Турнир 2013           | Алехандро Гонсалес 4-6 6-3 7-6(7)            | Ренсо Оливо                     |
| 25 февраля | Салинас, Эквадор Регулярная серия $35,000+H — Грунт — 32S/10Q/16D Турнир 2013           | Серхио Гальдос Марко Трунджеллити 6-4 6-4    | Жан Андерсен Изак ван дер Мерве |
| 25 февраля | Сидней, Австралия Регулярная серия $50,000 — Хард — 32S/32Q/16D Турнир 2013             | Ник Кирьос 6-3 6-2                           | Мэтт Рид                        |
| 25 февраля | Сидней, Австралия Регулярная серия $50,000 — Хард — 32S/32Q/16D Турнир 2013             | Брайдан Клейн Дэн Проподжа 6-4 4-6 [11-9]    | Алекс Болт Ник Кирьос           |
| 25 февраля | Шербур-Октевиль, Франция Регулярная серия €42,500+H — Хард(i) — 32S/32Q/16D Турнир 2013 | Йессе Хута Галунг 6-1 6-3                    | Венсан Мийо                     |
| 25 февраля | Шербур-Октевиль, Франция Регулярная серия €42,500+H — Хард(i) — 32S/32Q/16D Турнир 2013 | Санчай Ративатана Сончат Ративатана 7-5 6-4  | Филипп Маркс Флорин Мерджа      |

### Март
| Неделя   | Турнир                                                                                       | Чемпионы (Счёт финала)                            | Финалист                          |
| -------- | -------------------------------------------------------------------------------------------- | ------------------------------------------------- | --------------------------------- |
| 4 марта  | Киото, Япония Регулярная серия $35,000+H — Ковёр(i) — 32S/32Q/16D Турнир 2013                | Джон Миллман 4-6 6-4 7-6(2)                       | Марко Кьюдинелли                  |
| 4 марта  | Киото, Япония Регулярная серия $35,000+H — Ковёр(i) — 32S/32Q/16D Турнир 2013                | Пурав Раджа Дивидж Шаран 6-4 7-5                  | Крис Гуччоне Мэтт Рид             |
| 4 марта  | Сантьяго, Чили Регулярная серия $35,000+H — Грунт — 32S/32Q/16D Турнир 2013                  | Факундо Багнис 7-6(2) 7-6(3)                      | Тимо де Баккер                    |
| 4 марта  | Сантьяго, Чили Регулярная серия $35,000+H — Грунт — 32S/32Q/16D Турнир 2013                  | Марсело Демолинер Жуан Соуза 7-5 6-1              | Федерико Дельбонис Диего Хункейра |
| 11 марта | Сараево, Босния и Герцеговина Регулярная серия €30,000+H — Хард(i) — 32S/32Q/16D Турнир 2013 | Адриан Маннарино 7-6(3) 7-6(2)                    | Дастин Браун                      |
| 11 марта | Сараево, Босния и Герцеговина Регулярная серия €30,000+H — Хард(i) — 32S/32Q/16D Турнир 2013 | Мирза Башич Томислав Бркич 6-3 7-5                | Кароль Бек Игорь Зеленай          |
| 11 марта | Даллас, США Регулярная серия $125,000+H — Хард — 32S/32Q/16D Турнир 2013                     | Юрген Мельцер 6-4 2-6 6-1                         | Денис Кудла                       |
| 11 марта | Даллас, США Регулярная серия $125,000+H — Хард — 32S/32Q/16D Турнир 2013                     | Юрген Мельцер Филипп Пецшнер 6-3 6-1              | Эрик Буторак Доминик Инглот       |
| 18 марта | Римуски, Канада Регулярная серия $35,000+H — Хард(i) — 32S/32Q/16D Турнир 2013               | Рик де Вуст 7-6(6) 6-4                            | Вашек Поспишил                    |
| 18 марта | Римуски, Канада Регулярная серия $35,000+H — Хард(i) — 32S/32Q/16D Турнир 2013               | Сэмюэль Грот Джон-Патрик Смит 7-6(5) 7-6(7)       | Филипп Маркс Флорин Мерджа        |
| 25 марта | Сан-Луис-Потоси, Мексика Регулярная серия $35,000+H — Грунт — 32S/32Q/16D Турнир 2013        | Алессио ди Мауро 4-6 6-3 6-2                      | Даниэль Косаковски                |
| 25 марта | Сан-Луис-Потоси, Мексика Регулярная серия $35,000+H — Грунт — 32S/32Q/16D Турнир 2013        | Марин Драганя Адриан Менендес-Масейрас 6-4 6-3    | Марко Кьюдинелли Петер Гоёвчик    |
| 25 марта | Перейра, Колумбия Регулярная серия $50,000+H — Грунт — 32S/32Q/16D Турнир 2013               | Сантьяго Хиральдо 6-2 6-4                         | Пауль Капдевиль                   |
| 25 марта | Перейра, Колумбия Регулярная серия $50,000+H — Грунт — 32S/32Q/16D Турнир 2013               | Николас Баррьентос Эдуардо Струвай 3-6 6-3 [10-6] | Факундо Багнис Федерико Дельбонис |
| 25 марта | Ле-Госье, Франция Регулярная серия $100,000+H — Хард — 32S/32Q/16D Турнир 2013               | Бенуа Пер 6-4 5-7 6-4                             | Сергей Стаховский                 |
| 25 марта | Ле-Госье, Франция Регулярная серия $100,000+H — Хард — 32S/32Q/16D Турнир 2013               | Дуди Села Джимми Ван 6-1 6-2                      | Филипп Маркс Флорин Мерджа        |

### Апрель
| Неделя    | Турнир                                                                                               | Чемпионы (Счёт финала)                             | Финалист                                 |
| --------- | --- | -------------------------------------------------- | ---------------------------------------- |
| 1 апреля  | Сен-Бриё, Франция Регулярная серия €30,000+H — Хард — 32S/32Q/16D Турнир 2013                        | Йессе Хута-Галунг 7-6(4) 4-6 7-6(3)                | Кенни де Схеппер                         |
| 1 апреля  | Сен-Бриё, Франция Регулярная серия €30,000+H — Хард — 32S/32Q/16D Турнир 2013                        | Томаш Беднарек Андреас Сильестрём 6-3 4-6 [10-7]   | Йессе Хута-Галунг Константин Кравчук     |
| 1 апреля  | Леон-де-лос-Альдама, Мексика Регулярная серия $35,000+H — Хард — 32S/32Q/16D Турнир 2013             | Дональд Янг 6-2 6-2                                | Джимми Ван                               |
| 1 апреля  | Леон-де-лос-Альдама, Мексика Регулярная серия $35,000+H — Хард — 32S/32Q/16D Турнир 2013             | Крис Гуччоне Мэтт Рид 6-3 7-5                      | Пурав Раджа Дивидж Шаран                 |
| 8 апреля  | Итажаи, Бразилия Регулярная серия $35,000+H — Грунт — 32S/32Q/16D Турнир 2013                        | Рожериу Дутра да Сильва 4-6 6-3 6-1                | Йозеф Ковалик                            |
| 8 апреля  | Итажаи, Бразилия Регулярная серия $35,000+H — Грунт — 32S/32Q/16D Турнир 2013                        | Джеймс Дакворт Пьер-Юг Эрбер 7-5 6-2               | Гильерме Клезар Фабрисио Нейс            |
| 8 апреля  | Барранкилья, Колумбия Регулярная серия $50,000+H — Грунт — 32S/32Q/16D Турнир 2013                   | Федерико Дельбонис 6-3 6-2                         | Факундо Багнис                           |
| 8 апреля  | Барранкилья, Колумбия Регулярная серия $50,000+H — Грунт — 32S/32Q/16D Турнир 2013                   | Факундо Багнис Федерико Дельбонис 6-3 7-5          | Фабьяну де Паула Стефано Янни            |
| 8 апреля  | Мерсин, Турция Регулярная серия €42,500 — Грунт — 32S/32Q/16D Турнир 2013                            | Иржи Веселый 6-1 6-1                               | Симон Гройль                             |
| 8 апреля  | Мерсин, Турция Регулярная серия €42,500 — Грунт — 32S/32Q/16D Турнир 2013                            | Андреас Бек Доминик Мефферт 5-7 6-3 [10-8]         | Раду Албот Александр Недовесов           |
| 8 апреля  | Гвадалахара, Мексика Регулярная серия $100,000 — Хард — 32S/32Q/16D Турнир 2013                      | Александр Богомолов 2-6 6-3 6-1                    | Раджив Рам                               |
| 8 апреля  | Гвадалахара, Мексика Регулярная серия $100,000 — Хард — 32S/32Q/16D Турнир 2013                      | Марин Драганя Мате Павич 5-7 6-2 [13-11]           | Сэмюль Грот Джон-Патрик Смит             |
| 15 апреля | Сантус, Бразилия Регулярная серия $35,000+H — Грунт — 32S/32Q/16D Турнир 2013                        | Гаштан Элиаш 2-6 6-3 6-1                           | Рожериу Дутра да Сильва                  |
| 15 апреля | Сантус, Бразилия Регулярная серия $35,000+H — Грунт — 32S/32Q/16D Турнир 2013                        | Павол Червенак Маттео Виола 6-2 4-6 [10-6]         | Гильерме Клезар Гаштан Элиаш             |
| 15 апреля | Панама, Панама Регулярная серия $35,000+H — Грунт — 32S/32Q/16D Турнир 2013                          | Рубен Рамирес Идальго 6-4 5-7 7-6(4)               | Алехандро Гонсалес                       |
| 15 апреля | Панама, Панама Регулярная серия $35,000+H — Грунт — 32S/32Q/16D Турнир 2013                          | Хорхе Агилар Серхио Гальдос 6-4 6-4                | Алехандро Гонсалес Хулио Сесар Кампосано |
| 15 апреля | Мехико, Мексика Регулярная серия $35,000+H — Хард — 32S/32Q/16D Турнир 2013                          | Андрей Мартин 4-6 6-4 6-1                          | Адриан Маннарино                         |
| 15 апреля | Мехико, Мексика Регулярная серия $35,000+H — Хард — 32S/32Q/16D Турнир 2013                          | Карстен Болл Крис Гуччоне 6-3 3-6 [11-9]           | Джордан Керр Джон-Патрик Смит            |
| 15 апреля | Рим, Италия Регулярная серия €30,000+H — Грунт — 32S/32Q/16D Турнир 2013                             | Юлиан Райстер 4-6 6-3 6-2                          | Гильермо Гарсия-Лопес                    |
| 15 апреля | Рим, Италия Регулярная серия €30,000+H — Грунт — 32S/32Q/16D Турнир 2013                             | Андреас Бек Мартин Фишер 7-6(2) 6-0                | Мартин Эммрих Рамиз Джунейд              |
| 15 апреля | Сарасота, США Регулярная серия $100,000 — Грунт — 32S/32Q/16D Турнир 2013                            | Алекс Кузнецов 6-0 6-2                             | Уэйн Одесник                             |
| 15 апреля | Сарасота, США Регулярная серия $100,000 — Грунт — 32S/32Q/16D Турнир 2013                            | Илья Бозоляц Сомдев Девварман 6-7(5) 7-6(3) [11-9] | Стив Джонсон Бредли Клан                 |
| 22 апреля | Саванна, США Регулярная серия $50,000 — Грунт — 32S/32Q/16D Турнир 2013                              | Райан Харрисон 6-2 6-3                             | Факундо Аргуэльо                         |
| 22 апреля | Саванна, США Регулярная серия $50,000 — Грунт — 32S/32Q/16D Турнир 2013                              | Теймураз Габашвили Денис Молчанов 6-2 7-5          | Майкл Расселл Тим Смычек                 |
| 22 апреля | Сан-Паулу, Бразилия Регулярная серия $50,000 — Грунт — 32S/32Q/16D Турнир 2013                       | Пауль Капдевиль 6-2 6-2                            | Ренсо Оливо                              |
| 22 апреля | Сан-Паулу, Бразилия Регулярная серия $50,000 — Грунт — 32S/32Q/16D Турнир 2013                       | Марсело Демолинер Жуан Соуза 6-4 3-6 [10-6]        | Джеймс Серретани Пьер-Юг Эрбер           |
| 29 апреля | Наполи, Италия Регулярная серия €30,000+H — Грунт — 32S/32Q/16D Турнир 2013                          | Потито Стараче 6-2 2-0 — отказ                     | Алессандро Джанесси                      |
| 29 апреля | Наполи, Италия Регулярная серия €30,000+H — Грунт — 32S/32Q/16D Турнир 2013                          | Потито Стараче Стефано Янни 6-1 6-3                | Алессандро Джанесси Андрей Голубев       |
| 29 апреля | Таллахасси, США Регулярная серия $50,000 — Грунт — 32S/32Q/16D Турнир 2013                           | Денис Кудла 6-3 6-3                                | Седрик-Марсель Штебе                     |
| 29 апреля | Таллахасси, США Регулярная серия $50,000 — Грунт — 32S/32Q/16D Турнир 2013                           | Остин Крайчек Теннис Сандгрен 1-6 6-2 [10-8]       | Грег Джонс Питер Полански                |
| 29 апреля | Аньнин, Китай Регулярная серия $50,000 — Грунт — 32S/32Q/16D Турнир 2013                             | Мартон Фучович 7-5 3-6 6-3                         | Джеймс Уорд                              |
| 29 апреля | Аньнин, Китай Регулярная серия $50,000 — Грунт — 32S/32Q/16D Турнир 2013                             | Виктор Балуда Дино Марцан 6-7(5) 6-4 [10-7]        | Сэмюль Грот Джон-Патрик Смит             |
| 29 апреля | Острава, Чехия Регулярная серия €85,000+H — Грунт — 32S/32Q/16D Турнир 2013                          | Иржи Веселый 6-4 6-4                               | Стив Дарси                               |
| 29 апреля | Острава, Чехия Регулярная серия €85,000+H — Грунт — 32S/32Q/16D Турнир 2013                          | Стив Дарси Оливье Рохус 7-5 7-5                    | Томаш Беднарек Матеуш Ковальчик          |
| 29 апреля | Soweto Open Йоханнесбург, ЮАР Регулярная серия $100,000+H — Хард — 32S/24Q/16D Турнир 2013           | Вашек Поспишил 6-7(7) 6-0 4-1 — отказ              | Михал Пшисенжний                         |
| 29 апреля | Soweto Open Йоханнесбург, ЮАР Регулярная серия $100,000+H — Хард — 32S/24Q/16D Турнир 2013           | Пракаш Амритрадж Раджив Рам 7-6(1) 7-6(1)          | Пурав Раджа Дивидж Шаран                 |
| 29 апреля | Открытый чемпионат Туниса Тунис, Тунис Регулярная серия $125,000+H — Грунт — 32S/32Q/16D Турнир 2013 | Адриан Унгур 4-6 6-0 6-2                           | Диего Шварцман                           |
| 29 апреля | Открытый чемпионат Туниса Тунис, Тунис Регулярная серия $125,000+H — Грунт — 32S/32Q/16D Турнир 2013 | Доминик Мефферт Филипп Освальд 3-6 7-6(0) [10-7]   | Джейми Дельгадо Андреас Сильестрём       |

### Май
| Неделя | Турнир | Чемпионы (Счёт финала)                       | Финалист                        |
| ------ | --- | -------------------------------------------- | ------------------------------- |
| 6 мая  | Риу-Кенти, Бразилия Регулярная серия $35,000+H — Хард — 32S/32Q/16D Турнир 2013                           | Раджив Рам 4-6 6-4 6-3                       | Андре Гем                       |
| 6 мая  | Риу-Кенти, Бразилия Регулярная серия $35,000+H — Хард — 32S/32Q/16D Турнир 2013                           | Фабиано де Паула Марсело Демолинер 6-3 6-4   | Рикардо Осевар Леонардо Кирши   |
| 6 мая  | Рим, Италия Регулярная серия €30,000+H — Грунт — 32S/32Q/16D Турнир 2013                                  | Аляж Бедене 6-4 6-2                          | Филиппо Воландри                |
| 6 мая  | Рим, Италия Регулярная серия €30,000+H — Грунт — 32S/32Q/16D Турнир 2013                                  | Андре Бегеман Мартин Эммрих 7-6(4) 6-3       | Филипп Маркс Флорин Мерджа      |
| 6 мая  | Карши, Узбекистан Регулярная серия $50,000 — Хард — 32S/32Q/16D Турнир 2013                               | Теймураз Габашвили 6-4 6-4                   | Раду Албот                      |
| 6 мая  | Карши, Узбекистан Регулярная серия $50,000 — Хард — 32S/32Q/16D Турнир 2013                               | Чжэнь Ти Гильермо Оласо 7-6(5) 7-5           | Джордан Керр Константин Кравчук |
| 6 мая  | Куньмин, Китай Регулярная серия $125,000 — Хард — 32S/32Q/16D Турнир 2013                                 | Александр Богомолов 6-3 4-6 7-6(2)           | Рик де Вуст                     |
| 6 мая  | Куньмин, Китай Регулярная серия $125,000 — Хард — 32S/32Q/16D Турнир 2013                                 | Сэмюэль Грот Джон-Патрик Смит 6-4 6-1        | Го Соэда Ясутака Утияма         |
| 13 мая | Самарканд, Узбекистан Регулярная серия $50,000 — Грунт — 32S/32Q/16D Турнир 2013                          | Теймураз Габашвили 6-3 6-4                   | Александр Недовесов             |
| 13 мая | Самарканд, Узбекистан Регулярная серия $50,000 — Грунт — 32S/32Q/16D Турнир 2013                          | Фаррух Дустов Александр Недовесов 6-1 7-6(7) | Раду Албот Джордан Керр         |
| 13 мая | Пусан, Южная Корея Регулярная серия $75,000+H — Хард — 32S/32Q/16D Турнир 2013                            | Дуди Села 6-1 6-4                            | Александр Богомолов             |
| 13 мая | Пусан, Южная Корея Регулярная серия $75,000+H — Хард — 32S/32Q/16D Турнир 2013                            | Пэн Сяньинь Ян Цзунхуа 6-4 6-3               | Чон Сукх Юн Лим Ён Гю           |
| 13 мая | BNP Paribas Primrose Bordeaux Бордо, Франция Регулярная серия €85,000+H — Грунт — 32S/32Q/16D Турнир 2013 | Гаэль Монфис 7-5 7-6(5)                      | Микаэль Льодра                  |
| 13 мая | BNP Paribas Primrose Bordeaux Бордо, Франция Регулярная серия €85,000+H — Грунт — 32S/32Q/16D Турнир 2013 | Кристофер Кас Оливер Марах 2-6 6-4 [10-1]    | Николас Монро Симон Штадлер     |

### Июнь
| Неделя  | Турнир | Чемпионы (Счёт финала)                                   | Финалист                             |
| ------- | --- | -------------------------------------------------------- | ------------------------------------ |
| 3 июня  | Арад, Румыния Регулярная серия €30,000+H — Грунт — 32S/32Q/16D Турнир 2013                                      | Адриан Унгур 6-4 7-6(3)                                  | Мариус Копил                         |
| 3 июня  | Арад, Румыния Регулярная серия €30,000+H — Грунт — 32S/32Q/16D Турнир 2013                                      | Франко Шкугор Антонио Веич 7-6(5) 4-6 [11-9]             | Факундо Багнис Хулио Сесар Кампосано |
| 3 июня  | Фюрт, Германия Регулярная серия €30,000+H — Грунт — 32S/32Q/16D Турнир 2013                                     | Жуан Соуза 3-6 6-3 6-4                                   | Уэйн Одесник                         |
| 3 июня  | Фюрт, Германия Регулярная серия €30,000+H — Грунт — 32S/32Q/16D Турнир 2013                                     | Колин Эбелтайт Рамиз Джунейд 6-4 7-5                     | Кристиан Харрисон Майкл Винус        |
| 3 июня  | AEGON Trophy Ноттингем, Великобритания Регулярная серия €64,000 — Трава — 32S/32Q/16D Турнир 2013               | Мэттью Эбден 7-5 4-6 7-5                                 | Беньямин Беккер                      |
| 3 июня  | AEGON Trophy Ноттингем, Великобритания Регулярная серия €64,000 — Трава — 32S/32Q/16D Турнир 2013               | Джейми Маррей Джон Пирс 6-2 6-7(3) [10-6]                | Кен Скупски Нил Скупски              |
| 3 июня  | Кальтаниссетта, Италия Регулярная серия €85,000+H — Грунт — 32S/32Q/16D Турнир 2013                             | Душан Лайович 7-6(4) 6-3                                 | Робин Хасе                           |
| 3 июня  | Кальтаниссетта, Италия Регулярная серия €85,000+H — Грунт — 32S/32Q/16D Турнир 2013                             | Доминик Мефферт Филипп Освальд 6-2 6-3                   | Алессандро Джанесси Потито Стараче   |
| 3 июня  | UniCredit Czech Open Простеёв, Чехия Регулярная серия €106,500+H — Грунт — 32S/32Q/16D Турнир 2013              | Радек Штепанек 6-4 6-2                                   | Иржи Веселый                         |
| 3 июня  | UniCredit Czech Open Простеёв, Чехия Регулярная серия €106,500+H — Грунт — 32S/32Q/16D Турнир 2013              | Николас Монро Симон Штадлер 6-4 6-4                      | Матеуш Ковальчик Лукаш Росол         |
| 10 июня | Кошице, Словакия Регулярная серия €30,000+H — Грунт — 32S/32Q/16D Турнир 2013                                   | Михаил Кукушкин 6-4 1-6 6-2                              | Дамир Джумхур                        |
| 10 июня | Кошице, Словакия Регулярная серия €30,000+H — Грунт — 32S/32Q/16D Турнир 2013                                   | Камил Чапкович Игорь Зеленай 6-4 7-6(5)                  | Геро Кречмер Александр Сачко         |
| 10 июня | Блуа, Франция Регулярная серия €30,000+H — Грунт — 32S/32Q/16D Турнир 2013                                      | Юлиан Райстер 6-1 6-7(3) 7-6(2)                          | Душан Лайович                        |
| 10 июня | Блуа, Франция Регулярная серия €30,000+H — Грунт — 32S/32Q/16D Турнир 2013                                      | Жонатан Эйссерик Николя Ренаван 6-3 6-4                  | Рубен Гонсалес Крис Летчер           |
| 10 июня | Открытый чемпионат Праги Прага, Чехия Регулярная серия €42,500 — Грунт — 32S/32Q/16D Турнир 2013                | Александр Недовесов 6-0 6-1                              | Хавьер Марти                         |
| 10 июня | Открытый чемпионат Праги Прага, Чехия Регулярная серия €42,500 — Грунт — 32S/32Q/16D Турнир 2013                | Ли Синьхань Пэн Сяньинь 6-4 4-6 [10-5]                   | Вахид Мирзаде Денис Живкович         |
| 10 июня | AEGON Nottingham Challenge Ноттингем, Великобритания Регулярная серия €64,000 — Трава — 32S/32Q/16D Турнир 2013 | Стив Джонсон 7-5 7-5                                     | Рубен Бемельманс                     |
| 10 июня | AEGON Nottingham Challenge Ноттингем, Великобритания Регулярная серия €64,000 — Трава — 32S/32Q/16D Турнир 2013 | Санчай Ративатана Сончат Ративатана 7-6(5) 6-7(3) [10-8] | Пурав Раджа Дивидж Шаран             |
| 17 июня | Милан, Италия Регулярная серия €30,000+H — Грунт — 32S/32Q/16D Турнир 2013                                      | Филиппо Воландри 6-3 6-2                                 | Андрей Мартин                        |
| 17 июня | Милан, Италия Регулярная серия €30,000+H — Грунт — 32S/32Q/16D Турнир 2013                                      | Марко Круньола Даниэле Джорджини 4-6 7-5 [10-8]          | Алекс Болт Пэн Сяньинь               |
| 17 июня | Танжер, Марокко Регулярная серия €30,000+H — Грунт — 32S/32Q/16D Турнир 2013                                    | Пабло Карреньо Буста 6-2 4-1 — отказ                     | Михаил Кукушкин                      |
| 17 июня | Танжер, Марокко Регулярная серия €30,000+H — Грунт — 32S/32Q/16D Турнир 2013                                    | Никола Чирич Горан Тошич 6-3 6-7(5) [10-8]               | Максимиллиан Нойхрист Мате Павич     |
| 24 июня | Марбург, Германия Регулярная серия €30,000+H — Грунт — 32S/16Q/16D Турнир 2013                                  | Андрей Голубев 6-1 6-3                                   | Диего Шварцман                       |
| 24 июня | Марбург, Германия Регулярная серия €30,000+H — Грунт — 32S/16Q/16D Турнир 2013                                  | Андрей Голубев Евгений Королёв 6-3 1-6 [10-6]            | Йессе Хута Галунг Джордан Керр       |